# Bryan Dick
Bryan Dick (* 1. Januar 1978 in Denton Holme, Carlisle, England) ist ein britischer Theater- und Film- und Fernsehschauspieler.

## Leben
Seine ersten Auftritte als Schauspieler hatte Bryan Dick bereits im Jugendalter. Im Alter von 14 Jahren bekam er seine erste Fernsehrolle. Als er sechs Jahre alt war, erhielt er Ballettunterricht. Er entschloss sich im Alter von 16 Jahren mit dem Ballett aufzuhören und sich ganz der Schauspielerei zu widmen. Seit seinem Abschluss an der LAMDA Schauspielschule trat er in vielen Film- und Fernsehproduktionen auf. Unter anderem drehte er in Mexiko gemeinsam mit Russell Crowe den Film Master & Commander – Bis ans Ende der Welt. 2007 spielte er den Rafe im Werwolffilm Blood and Chocolate.
Neben seinen Darstellungen in Film und Fernsehen, tritt Bryan Dick immer wieder in Theaterstücken auf. 2006 war er beispielsweise in den Theaterstücken The Alchimist und The Life of Galileo im National Theater zu sehen. 2007 spielte er Mozart in Amadeus im Sheffield Crucible Theater.

## Filmografie
- 1992: The Life and Times of Henry Pratt (Fernsehserie, 2 Episoden)
- 1993: Bonjour la Classe (Fernsehserie, 6 Episoden)
- 1994: Earthfasts (Fernsehserie, 2 Episoden)
- 2000: Shockers: Parent's Night (Kurzfilm)
- 2000: Losing It (Fernsehfilm)
- 2000: North Square (Fernsehserie, 1 Episode)
- 2001: Clocking Off (Fernsehserie, 1 Episode)
- 2001: The Bill (Fernsehserie, 1 Episode)
- 2001: Mersey Beat (Fernsehserie, 1 Episode)
- 2001: Dream
- 2001: Kommissarie Winter (Fernsehserie, 1 Episode)
- 2002: Strange (Fernsehfilm)
- 2002: Morvern Callar
- 2002: Bedtime (Fernsehserie, 3 Episoden)
- 2002: Dalziel and Pascoe (Fernsehserie, 1 Episode)
- 2002: White Teeth (Fernsehserie, 2 Episoden)
- 2003: Blue Murder (Fernsehserie, 2 Episoden)
- 2003: Master & Commander – Bis ans Ende der Welt (Master and Commander: The Far Side of the World)
- 2003: Foyle's War (Fernsehserie, 1 Episode)
- 2004: Red Cap (Fernsehserie, 1 Episode)
- 2004: Bunk Bed Boys (Fernsehfilm)
- 2004: Passer By (Fernsehfilm)
- 2004: The Long Firm (Fernsehserie, 1 Episode)
- 2004: Blackpool (Fernsehserie, 6 Episoden)
- 2005: Twenty Thousand Streets Under the Sky (Fernsehserie, 3 Episoden)
- 2005: Brothers of the Head
- 2005: Colour Me Kubrick: A True...ish Story
- 2005: Bleak House (Fernsehserie, 6 Episoden)
- 2006: Shameless (Fernsehserie, 1 Episode)
- 2006: Elizabeth I – The Virgin Queen (The Virgin Queen ; Fernsehserie, 1 Episode)
- 2006: Vincent (Fernsehserie, 1 Episode)
- 2007: Blood and Chocolate
- 2007: Agatha Christie’s Marple (Fernsehserie, 1 Episode)
- 2007: I Want You (Kurzfilm)
- 2007: Sold (Fernsehserie, 6 Episoden)
- 2007: The Old Curiosity Shop (Fernsehfilm)
- 2008: Torchwood (Fernsehserie, 1 Episode)
- 2008: He Kills Coppers (Fernsehfilm)
- 2009: Lewis – Der Oxford Krimi (Lewis, Fernsehserie, 1 Episode)
- 2009: All the Small Things (Fernsehserie, 6 Episoden)
- 2009: Being Human (Fernsehserie, 1 Episode)
- 2010: Ashes to Ashes – Zurück in die 80er (Fernsehserie, 1 Episode)
- 2010: Excluded (Fernsehfilm)
- 2011: Eric and Ernie (Fernsehfilm)
- 2011: Haven (Fernsehserie, 1 Episode)
- 2012: I, Anna
- 2013: Borealis (Fernsehfilm)
- 2013: Gerichtsmediziner Dr. Leo Dalton (Silent Witness, Fernsehserie, 2 Episoden)
- 2013: Death in Paradise (Fernsehserie, 1 Episode)
- 2013: Numbers Station (The Numbers Station)
- 2013: Ice Cream Girls (Fernsehserie, 3 Episoden)
- 2013: ¡Hasta La Vista, Sister!
- 2015: Wölfe (Fernsehsechsteiler, 3 Episoden)
- 2018: The Split – Beziehungsstatus ungeklärt (The Split, Fernsehserie, 1 Episode)
- 2019: Inspector Barnaby (Midsomer Murders) Fernsehserie, Staffel 21, Folge 3: Der Stachel des Todes (The Sting Of Death)